# سیکوراکس (قمر)
سیکوراکس، (به انگلیسی: Sycorax) بزرگ‌ترین قمر نامنظم و مخالف‌گرد (رتروگراد) سیارهٔ اورانوس است. سیکوراکس در ۶ سپتامبر ۱۹۹۷ توسط برت جیمز گلدمن، فیلیپ دی. نیکلسون، جوزف برنز و جان جی کاوالارس با استفاده از تلسکوپ ۲۰۰ اینچی هیل به همراه قمر کالیبان کشف شد و با نام موقت «S / 1997 U 2» به ثبت رسید.
به‌طور رسمی برای این قمر نام اورانوس شانزدهم (Uranus XVII)؛ برگرفته از «سیکوراکس» در نمایشنامهٔ طوفان از ویلیام شکسپیر، که مادر کالیبان است برگرفته شده است.

## مدار

انیمیشن حرکت مداری سیکوراکس در اطراف اورانوس.
اورانوس•
سیکوراکس•
فرانسیسکو•
اورانوس•
کالیبان•
استفانو•
ترینکولو•

سیکوراکس مدار دوردستی؛ بیش از ۲۰ برابر دورتر از اورانوس از دورترین ماه منظم خود  اوبرون، را دنبال می‌کند.  مدار آن به صورت مخالف‌گرد، با انحراف مداری و خروج از مرکز مداری معتدل است. این پارامترهای مداری نشان می‌دهد که می‌توان سیکوراکس به همراه ستبوس و پروسپرو را به یک خوشهٔ پویا متعلق دانست، که نشان دهندهٔ یک منشأ مشترک است. 
این نمودار پارامترهای مداری قمرهای نامنظم مخالف‌گرد اورانوس را (در مختصات قطبی اورانوس) با برون‌مرکزی مدارها نشان می‌دهد که توسط بخش‌های دراز از اوج تا حضیض نشان داده شده است.

## ویژگی‌های فیزیکی
تلسکوپ فضایی اسپیتزر قطر سیکوراکس بر اساس داده‌های تابش حرارتی توسط تلسکوپ‌های فضایی اسپیتزر و رصدخانه فضایی هرشل ۱۶۵ کیلومتر تخمین زده شده استکه این رقم آن را بزرگ‌ترین قمر نامنظم اورانوس تبدیل می‌کند، که با اندازهٔ پوک و نیز با هیمالیا؛ بزرگ‌ترین قمر نامنظم مشتری، قابل مقایسه است.